# Stazione meteorologica di Fano
La stazione meteorologica di Fano è la stazione meteorologica di riferimento relativa alla città di Fano.

## Coordinate geografiche
La stazione meteorologica si trova nell'area climatica dell'Italia centrale, nelle Marche, in provincia di Pesaro e Urbino, nel comune di Fano, a 14 metri s.l.m. e alle coordinate geografiche 43°50′N 13°01′E.

## Dati climatologici
In base alla media trentennale di riferimento 1961-1990, la temperatura media del mese più freddo, gennaio, si attesta a +3,9 °C, quella del mese più caldo, luglio, è di +22,3 °C .
| Fano               | Mesi | Mesi | Mesi | Mesi | Mesi | Mesi | Mesi | Mesi | Mesi | Mesi | Mesi | Mesi | Stagioni | Stagioni | Stagioni | Stagioni | Anno |
| Fano               | Gen  | Feb  | Mar  | Apr  | Mag  | Giu  | Lug  | Ago  | Set  | Ott  | Nov  | Dic  | Inv      | Pri      | Est      | Aut      | Anno |
| ------------------ | ---- | ---- | ---- | ---- | ---- | ---- | ---- | ---- | ---- | ---- | ---- | ---- | -------- | -------- | -------- | -------- | ---- |
| T. max. media (°C) | 6,7  | 8,4  | 11,3 | 15,5 | 20,0 | 24,2 | 26,9 | 26,6 | 22,8 | 18,0 | 12,7 | 8,7  | 7,9      | 15,6     | 25,9     | 17,8     | 16,8 |
| T. min. media (°C) | 1,1  | 2,2  | 4,6  | 7,9  | 11,5 | 15,6 | 17,7 | 17,5 | 15,0 | 11,2 | 7,0  | 3,2  | 2,2      | 8,0      | 16,9     | 11,1     | 9,5  |